# Club Deportivo Rayo Abulense
El Club Deportivo Popular Rayo Abulense, más conocido como Rayo Abulense, es un club de fútbol de la ciudad de Ávila, en Castilla y León. Fue fundado en 2020 y milita actualmente en Primera Provincial. 

## Historia

### Inicios
El CD Rayo Abulense se fundó en noviembre del año 2020. Su primera temporada fue la 2021-2022, en donde compitió en la séptima categoría del fútbol español, Primera Provincial. Finalizó el año en 4ª posición. En la temporada siguiente logra finalizar subcampeón de la categoría. En la temporada 2023-24 de Primera Provincial, finaliza en 1ª posición, después de un polémico final de temporada, proclamándose campeón de liga y logrando el ascenso a Primera Regional. 
La temporada 2024/25 es la primera que disputa el conjunto en Primera Regional. Al finalizar la temporada, el conjunto abulense consuma su descenso a Primera Provincial.

## Datos del club
- Temporadas en 1ª: 0
- Temporadas en 2ª: 0
- Temporadas en 1ª RFEF: 0
- Temporadas en 2ª RFEF: 0
- Temporadas en 3ª RFEF: 0
- Temporadas en Regional: 1
- Temporadas en Provincial: 4
- Participaciones en Copa del Rey: 0
- Participaciones en Copa Federación: 0

## Historial
| Temporada | Categoría          | Nivel | PJ | G  | E | P  | GF | GC | DF  | Pts | Posición |
| --------- | ------------------ | ----- | -- | -- | - | -- | -- | -- | --- | --- | -------- |
| 2021-2022 | Primera Provincial | 7     | 20 | 9  | 4 | 7  | 42 | 39 | +3  | 31  | 4.º      |
| 2022-2023 | Primera Provincial | 7     | 26 | 18 | 2 | 6  | 59 | 26 | +33 | 56  | 2.º      |
| 2023-2024 | Primera Provincial | 7     | 26 | 20 | 2 | 4  | 81 | 23 | +58 | 62  | 1.º      |
| 2024-2025 | Primera Regional   | 6     | 30 | 7  | 4 | 19 | 26 | 82 | -56 | 25  | 14.º     |
| 2025-2026 | Primera Provincial | 7     | 0  | 0  | 0 | 0  | 0  | 0  | 0   | 0   | 0.º      |

(Actualizado el 30/07/2025)
PJ = Partidos jugados; G = Ganados; E = Empatados; P = Perdidos; GF = Goles a favor; GC = Goles en contra; DF = Diferencia de goles; Pts = Puntos

## Palmarés
- Campeón Primera Provincial: 1 (2023-24)

## Uniforme
- Uniforme titular: Camiseta amarilla, pantalón negro y medias negras.
- Uniforme alternativo: Camiseta a negra, pantalón negro y medias negras.